# Archipiélago de Solor
El archipiélago de Solor o islas Solor (en indonesio: Kepulauan Solor) es un grupo de islas de las Islas Menores de la Sonda, en Indonesia, al este de la isla de Flores y al oeste del estrecho de Alor y el archipiélago de Alor.  Administrativemente, pertenecen a la provincia de las Nusatenggara Oriental y son compartidas entre el kabupaten de Flores Oriental y el kabupaten de Lembata.
Al norte de las islas está la parte oeste del mar de Banda, mientras que al sur, atravesando el mar de Savu, se encuentra la isla de Timor.  Las islas más grandes son, de oeste a este, Solor, Adonara y Lembata (anteriormente conocida como Lomblen), aunque hay muchas islas pequeñas también.

## Lembata
Lembata tiene una longitud de unos 80 km, en dirección SO-NE, y una anchura de unos 30 km, de E-O. Culmina a 1.533 m. Es la isla más grande del archipiélago.

## Adonara

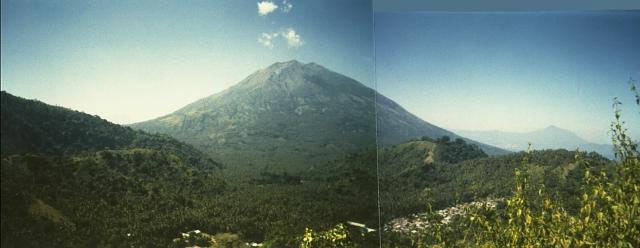
Vista del volcán Ili Boleng

Adonara es una isla volcánica localizada al este de la isla de Flores. Su volcán, el Ili Boleng, se eleva hasta los 1.659 m y es el punto más alto del archipiélago.
La tradición local habla de la fundación de un estado hacia 1650. Las personalidades y notables de Adonara dicen descender d sobernaos o raja  de Adonara.

## Solor

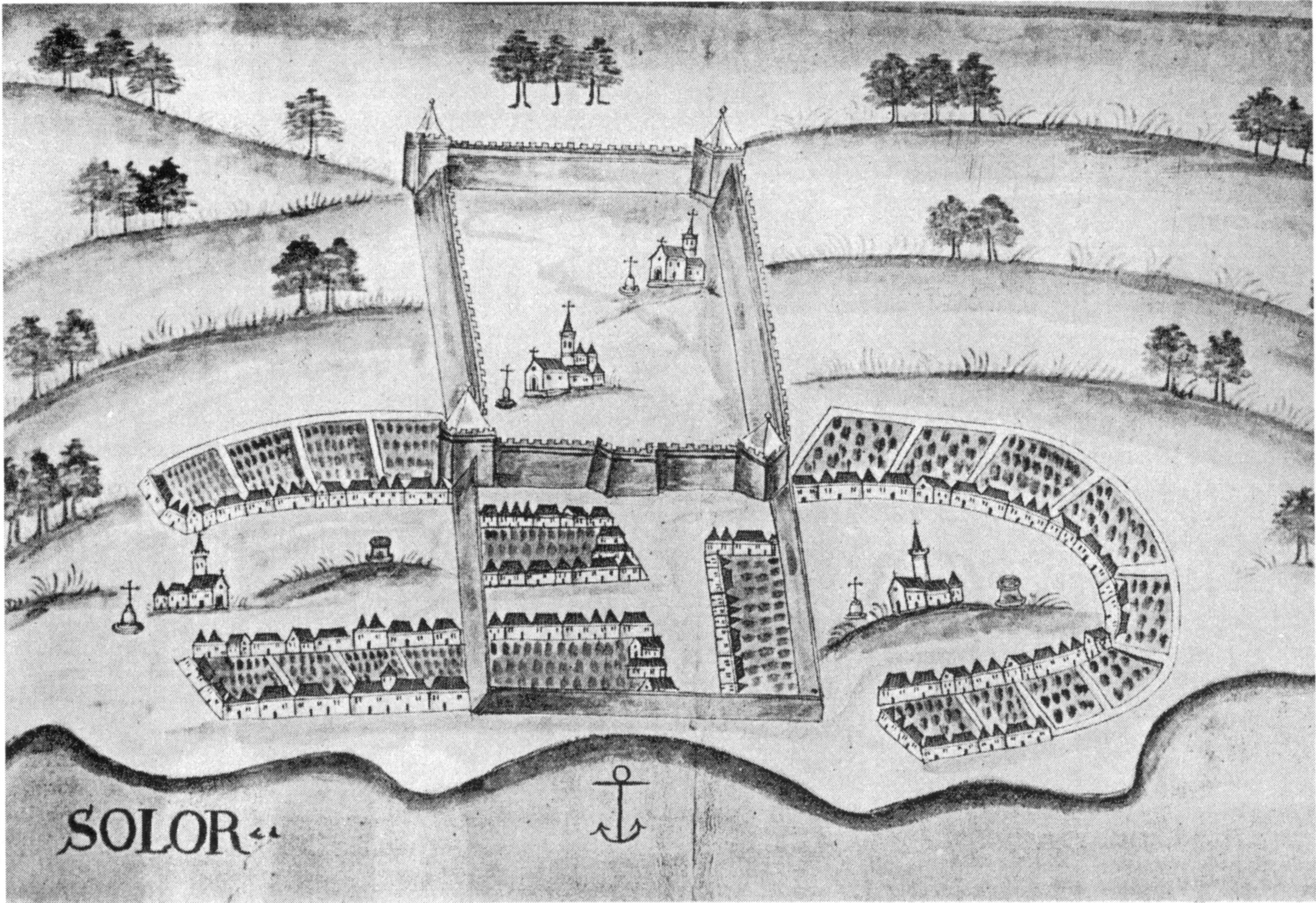
Fortaleza de Solor

Solor, que ha dado su nombre al archipiélago, es una isla volcánica, que cuenta con cinco volcanes, de 40 km de largo y 6 km de ancho. Es parte del archipiélago del mismo nombre.
Su población ha practicada durante siglos la caza de ballenas. Los idiomas hablados son el adonara y el lamaholot, ambos de la familia de las lenguas austronesias.
En 1520, los portugueses establecieron en la costa este de la isla, en el pueblo de Lamakera, un puesto como una parada entre las Molucas y Malaca, ambos bajo su control. Después de un período de conflicto, la Compañía Neerlandesa de las Indias Orientales (VOC) se anexionó la isla en 1653.